# Nikópolis (fornlämning i Grekland)
Nikópolis är en fornlämning i Grekland.   Den ligger i prefekturen Nomós Prevézis och regionen Epirus, i den centrala delen av landet, 280 km väster om huvudstaden Aten. Nikópolis ligger 1 meter över havet. Staden, med det antika namnet Actia Nicopolis, anlades av Augustus sedan han gått segrande ur slaget vid Actium.
Terrängen runt Nikópolis är platt. Havet är nära Nikópolis västerut. Runt Nikópolis är det ganska glesbefolkat, med 38 invånare per kvadratkilometer. Närmaste större samhälle är Preveza, 6,1 km söder om Nikópolis. Trakten runt Nikópolis består till största delen av jordbruksmark.